# زرغران (هشيوار)
زرغران (بالفارسية: زرگران) هي قرية تقع في إيران في البلدة المركزية.